# Killpop
A Killpop az egyik legismertebb amerikai metalegyüttes, a Slipknot videóklippel ellátott kislemeze. Ez a dal a 2014-es .5: The Gray Chapter című albumon található és először 2014. október 16-án publikálták, azonban mint kislemez, csak 2015 áprilisában jelent meg. Ebben a dalban úgy tűnik első hallásra és a fordítások alapján, hogy egy nőről énekelnek, és a pop-rock vonulatok találhatók meg benne. A dal lényege igazából az énekessel készített interjú alapján az, hogy mennyire szeret zenélni, de az üzleti dolgokat gyűlöli. Egyfajta szeretet-gyűlölet kapcsolatról énekel és azokról a dolgokról, amik őt frusztrálják. Általánosságban véve a zeneiparról énekel és azt is elmondta az interjúban, hogy amit szeret, az ellene fordulhat és akár meg is gyűlölheti.